# Landau-Kleffner-Syndrom
Das Landau-Kleffner-Syndrom (auch: Erworbene Aphasie mit Epilepsie, benannt nach William M. Landau und Frank R. Kleffner) ist eine seltene Kombination aus Sprachstörung mit Epilepsie.

## Symptome, Folgen
Die Krankheit beginnt im Regelfall zwischen dem dritten und dem siebten Lebensjahr. Jungen sind häufiger betroffen als Mädchen (Androtropie). Die vorher altersgemäß entwickelte
Sprache (sprachlichen Fähigkeiten) des Kindes gehen innerhalb von Tagen bis Wochen verloren, hinzu kommen Auffälligkeiten im EEG, häufig auch epileptische Anfälle. Der zeitliche Zusammenhang zwischen dem Beginn der Krampfanfälle und dem Sprachverlust ist variabel, sowohl das eine als auch das andere können vorausgehen. Dabei werden die Sprachstörungen im Allgemeinen als Folge der Krampfanfälle gewertet. Die Krampfanfälle können im Erwachsenenalter abklingen.
Die verloren gegangenen bzw. mangelnden lautsprachlichen Fähigkeiten schränken das soziale Leben und die Kommunikation stark ein und können sie unmöglich machen. Auch Schulbesuch, Berufsausbildung und Arbeitsleben sind beeinträchtigt. Die epileptischen Anfälle bergen die Gefahr von Verletzungen und Unfällen. Der Erwerb des Führerscheins und das Autofahren können beeinträchtigt oder unmöglich sein.

## Ursachen
Die genauen Ursachen des Syndroms sind unklar, es wird ein entzündlicher enzephalitischer Prozess vermutet.

## Therapie
Eine ursächliche Behandlung des Landau-Kleffner-Syndroms ist nicht bekannt. Die Behandlung erfolgt daher nur symptomatisch mit Antikonvulsiva und Corticosteroiden sowie eine symptomorientierte logopädische Therapie.

## Prognose
Die Prognose für Kinder mit Landau-Kleffner-Syndrom ist unterschiedlich. Einige betroffene Kinder behalten dauerhafte schwere Sprachbehinderungen, während andere im Laufe der Zeit wieder viel von ihren Sprachfähigkeiten zurückgewinnen; dies dauert in der Regel jedoch Jahre. In einigen Fällen können plötzliche Remissionen oder Rezidive vorkommen. Die Prognose ist günstiger, wenn der Ausbruch der Krankheit erst nach dem 6. Lebensjahr erfolgt. In jedem Fall ist eine Sprachtherapie zu beginnen, sobald dies sinnvoll erscheint. Die Anfälle verschwinden im Allgemeinen mit der Pubertät.